# Declarație de dragoste (film)
Declarație de dragoste este un film de dragoste românesc din 1985, regizat de Nicolae Corjos. Protagoniștii filmului sunt Adrian Păduraru și Teodora Mareș, acesta fiind rolul ei de debut în cinematografie. Actorii Ion Caramitru și Tamara Buciuceanu-Botez joacă rolurile a doi profesori porecliți Socrate și respectiv Isoscel.
Filmul relatează povestea romantică a doi tineri liceeni de condiție socială diferită, Ioana și Alexandru, care rămân împreună în ciuda tuturor obstacolelor sociale și familiale. Ioana este o fată al cărei istoric familial este necunoscut, iar Alexandru este un băiat provenit dintr-o familie bine-văzută; mama și profesoara acestuia intervin însă în relația celor doi, fiind mai preocupate de viitorul băiatului.

## Rezumat
La un cerc de filozofie susținut în fața elevilor de la clasa a XII-a a unui liceu bucureștean, profesorul de filozofie Mihai Gavrilescu (Ion Caramitru), poreclit „Socrate”, le propune tinerilor ca la ultima oră de curs (care urma să aibă loc peste trei săptămâni) să susțină o temă care să reprezinte o radiografie a sufletelor lor la vârsta de 18 ani, mai exact o radiografie a relațiilor între băieți și fete. Această temă primește titlul de „Declarație de dragoste”, iar cei care urmează să o prezinte sunt aleși Alexandru Bârsan (Adrian Păduraru), premiantul clasei, poreclit „Sfinxul” din cauza seriozității sale, și Ioana Popa (Teodora Mareș), considerată de elevi ca fiind „cea mai și cea mai” din clasă.
Dornici să se pregătească pentru susținerea temei, Alexandru și Ioana se plimbă împreună prin parc și se duc apoi la un film de dragoste, unde se sărută sub impulsul romantismului. Între cei doi elevi se înfiripă o poveste de dragoste, deși ei fac parte din medii sociale diferite. Alexandru este unicul fiu al unui inginer (Constantin Diplan) și al unei doctorițe (Adela Mărculescu) și este împins de părinți, în special de mama sa, să dea admitere la Facultatea de Medicină, deși el ar vrea să devină inginer și să muncească pe șantier. Ioana provine dintr-o familie cu probleme: mama ei a murit în urmă cu doi ani, iar, de atunci, tatăl ei a început să bea. Ea are un frate mai mic, Gabriel (Andrei Duban), care locuiește în timpul săptămânii la un internat, fiind luat acasă abia sâmbăta.
Relația de dragoste între Alexandru și Ioana nu este văzută cu ochi buni de profesoara de matematică Baldovin (Tamara Buciuceanu-Botez), poreclită „Isoscel”, care o anunță pe mama băiatului. Mama lui Alexandru și Isoscel încearcă să-i despartă pe cei doi elevi. Situația se complică după ce Ioan Popa, tatăl Ioanei, este reținut de miliție pentru cercetări după ce venise beat la fabrică și provocase un accident de muncă în care a murit un om. Ioana începe să chiulească de la școală și să-l evite pe Alexandru, nevrând să-i mărturisească problemele de familie. Între timp, părinții lui Alexandru îi fac acestuia cunoștință cu Mihaela (Carmen Enea), o fată cochetă și superficială a unor colegi de serviciu ai mamei sale. Mihaela încearcă să-l seducă, invitându-l la dans și apoi la o plimbare în parc, dar Alexandru nu și-o poate scoate din minte pe Ioana.
În urma unui incident de la școală în care elevul Andrei (Florin Chiriac) a prezentat în fața clasei o casetă ce conținea declarația de dragoste a lui Alexandru pentru Ioana și pe care i-o furase din casă, are loc o încăierare între cei doi elevi, iar Andrei este dus cu salvarea la spital. Este convocată o ședință UTC în care se propune exmatricularea lui Alexandru, dar ținându-se seama de performanțele sale școlare se decide ca acestuia să i se amâne susținerea examenului de bacalaureat pentru sesiunea din august. Supărată de această decizie, Isoscel se pensionează la cerere. În vacanță, Alexandru pleacă de acasă și se duce să muncească pe șantierul condus de „Nea Tăticu” (Dorel Vișan), unde își făcuse practica în vara trecută. Între timp, colegii lui susțin examenul de bacalaureat și apoi pe cel de admitere la facultate.
Alexandru este vizitat pe șantier de Mihaela, dar îi spune acesteia că încă se mai gândește la Ioana. Mihaela îi spune că aflase de la Socrate că tatăl Ioanei era arestat, iar Alexandru își dă seama că acesta era motivul pentru care Ioana se ferise de el și refuzase să-l mai vadă. El pleacă la București să o caute și, aflând că Ioana era plecată în vacanță la mătușa sa de la Constanța, se duce după ea la mare. Cei doi foști elevi se regăsesc pe plajă și se îmbrățișează.

## Distribuție
- Adrian Păduraru — elevul Alexandru Bârsan („Sfinxul”)
- Teodora Mareș — eleva Ioana Popa
- Carmen Enea — eleva Mihaela
- Ion Caramitru - profesorul de filozofie Mihai Gavrilescu („Socrate”)
- Tamara Buciuceanu-Botez — profesoara de matematică Baldovin („Isoscel”)
- Adela Mărculescu — medicul Maria Bârsan, mama lui Alexandru
- Constantin Diplan — inginerul Mihai Bârsan, tatăl lui Alexandru
- Florin Chiriac — elevul Andrei („ziaristul”)
- Dorel Vișan — ing. Cristea („Nea Tăticu”)
- Mioara Ifrim — eleva Corina
- Lucian Nuță — elevul Eugen
- Miruna Birău
- Andrei Duban — Gabriel Popa, fratele Ioanei
- Cristina Deleanu — directoarea liceului
- Eduard Marinescu
- Ana Maria Pîslaru
- Mircea Stoian
- Ștefan Lenchiș
- Stelian Preda
- Camelia Zorlescu — medic, mama Mihaelei
- Ioana Ciomârtan — tușa Maria, vecina Ioanei
- Nicolae Crișu
- Val Lefescu — tatăl Mihaelei
- Victorița Dobre-Timonu
- Alexandru Georgescu
- Gabriela Cuc
- Carmen Zecheru — profesoară tânără
- Traian Zecheru
- Rodica Horobeț
- Viorel Păunescu — brigadier

## Producție
Scenariul filmului a fost scris de romancierul George Șovu, inspector de limba și literatura română la Inspectoratul Școlar al Municipiului București (1974-1991). El publicase în 1978 un roman intitulat Declarație de dragoste (Ed. Albatros, București, 1978), care a fost reeditat în 1991 de Editura Iacobi din București cu unele modificări și în 2011 de Editura Virtual. Consultant al filmului a fost prof.dr. Constanța Bărboi.
Filmul a fost realizat în studiourile Centrului de Producție Cinematografică București. Regizor secund a fost Daniel Bărbulescu, iar asistenți de regie Vilma Stan, Mona Segal și Mihnea Columbeanu. Muzica filmului a fost compusă de Florin Bogardo, iar melodiile au fost interpretate de formația Savoy-Junior. Redactor muzical a fost Anca Dumitrescu.
Regizorul Nicolae Corjos avea obiceiul să meargă la fiecare examen de admitere la IATC, notându-și într-un carnețel toți tinerii care se înscriau, precum și numele și numerele de telefon ale fetelor care-i plăceau. Atunci când urma să facă un film, telefona persoanelor pe care le notase în carnețel și le cerea să vină să dea o probă. Actorul Adrian Păduraru era proaspăt absolvent al IATC și deja căsătorit.
Teodora Mareș era pe atunci studentă în anul al II-lea la institut (fusese admisă în 1983 la clasa profesorului Octavian Cotescu, după ce picase de două ori la examenul organizat de Institutul de Teatru din Târgu-Mureș). Corjos a observat-o pe culoarele institutului și a chemat-o să dea o probă, iar Teodora Mareș a fost aleasă pentru rolul Ioana Popa din Declarație de dragoste dintre sute de fete, nu numai actrițe. La momentul filmărilor, ea avea un prieten de care era foarte îndrăgostită, iar acest lucru a ajutat-o mult în înțelegerea rolului. Teodora Mareș a mărturisit că se plictisea uneori pe platoul de filmare, mai ales atunci când erau filmate cadre în care ea nu apărea. Plictiseala actriței a fost observată de operatorul Doru Mitran care a întrebat-o dacă a fost forțată de părinți să dea examen la IATC și i-a prezis că o să aibă parte de un mare succes. Apariția ei în film a făcut-o cunoscută, iar oamenii au început să-i ceară să dea autografe pe stradă. Succesul filmului i-a propulsat pe amândoi în cariera de actor.
La douăzeci de ani de la premiera filmului, Teodora Mareș s-a declarat dezamăgită că filmele realizate în perioada scursă de atunci sunt numai despre „revoluție, copii handicapați și prostituate”, precizând că ea crede în continuare în frumusețea și simplitatea filmului ei de debut.

## Recepție
Filmul Declarație de dragoste a avut parte de un mare succes la public, fiind vizionat de 5.269.006 de spectatori la cinematografele din România, după cum atestă o situație a numărului de spectatori înregistrat de filmele românești de la data premierei și până la data de 31.12.2006 alcătuită de Centrul Național al Cinematografiei. El a fost relansat la 2 februarie 2001, fiind văzut de încă 1.444 spectatori. 
Filmele cu liceeni realizate de regizorul Nicolae Corjos, la propunerea scenaristului George Șovu, s-au bucurat cu toate de o primire entuziastă din partea publicului tânăr. Ele au reprezentat „o adevărată revelație”, după cum o considera criticul Călin Căliman, succesul fiind aproape instantaneu ca urmare a „foamei” de pelicule destinate adolescenților și tinerilor. În acest context, primul film din serie a picat ca „ploaia pe ogor însetat”, după cum scria Alice Mănoiu, realizatorii găsind tonul potrivit cu care să se adreseze tinerilor și extrăgând personaje și întâmplări atractive dintr-un mediu școlar idealizat.
Vorbind despre acest film, criticul Ioan Lazăr consideră că apariția sa constituie un reper sociologic, fiind adus pentru prima dată pe ecran universul liceenilor, o zonă tematică neexplorată. Succesul filmului este creat de tematica nouă a vieții liceenilor, de prospețimea interpreților și de valorificarea unor talente de excepție ca Tamara Buciuceanu Botez, „un adevărat taifun comic”, și Ion Caramitru, jucând un profesor cu vederi mai largi și cu o deschidere spre viața reală. Autoritățile din domeniul educației au fost luate prin surprindere de succesul la public al filmului, solicitând realizarea de continuări. Criticul remarcă realismul acestui prim film, care emoționează prin sinceritate, în ciuda simplificării lumii descrise.
Criticul Tudor Caranfil a dat filmului două stele din cinci și a făcut următorul comentariu: „Filmul marchează debutul unui veritabil fenomen sociologic al anilor '80, care oferea generației tinere iluzia unei alternative la conformismul cinematografiei epocii, binevenită în mohoreala uniformei școlare. Corjos și Gh. Șovu, scenaristul filmului, au pus doi tineri cuminți și frumoși aflați în fața bacului să înfrunte, îndrăgostiți, lumea profesorilor și părinților care cred că pentru dragoste „nu e momentul”! Autorii comediei confruntă arhetipuri ca premiantul clasei, fata de origine modestă la concurență cu puștoaica de bani gata, băgăcioasă foc, profesorul ideal cu capul în nori sau dăscălița uscată și exactă ca științele pe care le predă, într-o comico-melodramă îmbibată de sentimentalism, dar și cu încercarea cinstită de a aborda mentalitatea ultimilor ani de liceu.”
Unii autori au menționat existența unor elemente propagandistice, fără ca filmul să devină în-sine un film de propagandă. Deși nu l-a înscris printre filmele cu conținut politic și propagandistic al epocii comuniste, jurnalistul Cristian Tudor Popescu, doctor în cinematografie și profesor asociat la UNATC, a remarcat totuși că în acest film se afirmă ideea că uzina și șantierul sunt „singurele locuri unde se trăiește cu adevărat”. 

## Premii
- Premiul de interpretare feminină la Festivalul de Film de la Costinești, ediția 1985 - Teodora Mareș, pentru rolul Ioana Popa.